# Lee Dorsey
Irvin Lee Dorsey (New Orleans, 24 september 1924 – aldaar, 1 december 1986) was een Amerikaans pop- en R&B-zanger tijdens de jaren zestig. Op zijn 10e verhuisde hij naar Portland in Oregon.
Hij brak door met de hit Working in The Coal Mine (1966). Eind jaren zestig besloot hij op te houden muziek te maken.

## Discografie
- Ya Ya U.S. #7 (1961)
- Do-Re-Mi U.S. #27 (1962)
- Ride Your Pony U.S. #28 (1965)
- Get Out Of My Life, Woman U.S. #44 UK #22(1966)
- Confusion UK #38 (1966)
- Working In The Coal Mine U.S. #8 UK #8 (1966)
- Holy Cow U.S. #23 UK #6 (1966)
- My Old Car U.S. #97 (1967)
- Go-Go Girl U.S. #62 (1967)
- Everything I Do Gonna Be Funky (From Now On) U.S. #95 (1969)

- Bibliothèque nationale de France: cb138933847 (data)
- Gemeinsame Normdatei: 134361466
- International Standard Name Identifier: 0000 0000 5513 0436
- Library of Congress Control Number: n92117159
- MusicBrainz: 23388f69-9c11-44a6-b832-b9071db3423e
- Nationale Bibliotheek van Tsjechië: xx0200396
- Nederlandse Thesaurus van Auteursnamen: 07319770X
- Système universitaire de documentation: 159835720
- Virtual International Authority File: 2655910
- WorldCat: E39PBJdWWvcbfm7wmdFPD4kv73